# لامویل (مینه‌سوتا)
لامویل (به انگلیسی: Lamoille) یک منطقهٔ مسکونی در ایالات متحده آمریکا است که در شهرستان وینونا، مینه‌سوتا واقع شده‌است. لامویل ۲۰۶٫۹۶ متر بالاتر از سطح دریا واقع شده‌است.